# La monja
La monja (en anglès The Nun) és una pel·lícula de terror espanyola i britànica, de l'any 2005, dirigida per Luis de la Madrid en el que ha estat el seu primer llargmetratge, una pel·lícula de la factoria de Brian Yuzna rodada a Barcelona i estrenada a la 16a Setmana de Cinema Fantàstic i de Terror de Sant Sebastià. Prèviament havia estat projectada al Festival de Cinema Fantàstic de Sitges. Ha estat doblada al català.

## Argument
Eve (Anita Briem) presència l'assassinat de la seva mare María (Lola Marceli) a les mans d'una monja (Cristina Piaget). Al no trobar cap petjada la policia no la creu, per això Eve comença a investigar pel seu compte amb l'ajuda de dos amics: Julia (Belén Blanco), Joel (Alistair Freeland) i un jove csprll`s anomenat Gabriel (Manu Fullola). La noia coneix un grup d'antigues companyes de la seva mare que van estar en un internat de monges s Barcelona vint anys enrere: Eulalia (Oriana Bonet), Zoe (Paulina Gálvez), Susana (Natalia Dicenta) i Cristina (Teté Delgado). Segons sembla en aquella època hi havia una monja molt estricta que feia la vida impossible a les seves alumnes. Totes elles van apareixent assassinades una a una.

## Repartiment
- Anita Briem - Eve
- Alexia Iborra - Jove Eve
- Belén Blanco - Julia
- Manu Fullola - Gabriel
- Alistair Freeland - Joel
- Paulina Gálvez - Zoe
- Natalia Dicenta - Susan
- Oriana Bonet - Eulalia
- Teté Delgado - Christy
- Lola Marceli - Mary
- Cristina Piaget - Ursula
- Montse Pla - Joana
- Alessandra Streignard - Bibí
- Ludovic Tattevin - Grum

## Reconeixements
Fou nominada al premi al millor director novell als IV Premis Barcelona de Cinema